# Тиктор Іван Микитович
Іва́н Мики́тович Ти́ктор (6 липня 1896, с. Красне, нині смт. Красне, Красненська селищна громада, Золочівський район, Львівська область — 26 серпня 1982, м. Оттава, Канада) — громадський і політичний діяч, старшина УCC та УГА, відомий український видавець і редактор. Власник найбільшого тодішнього львівського українського видавничого концерну Галичини «Українська Преса» до 1939 року.

## Біографічні дані
Народився у заможній сім'ї, навчався у гімназіях Львова і Рогатина, студіював торговельні науки в Тайному українському університеті у Львові, вступив на правничий факультет Львівського університету.
Учасник Першої світової війни, польсько-української (1918–1919) та російсько-української (1919–1920) воєн, доброволець легіону Українських Січових Стрільців, служив у ранзі підхорунжого. Як четар УГА вступив до підпільної Української Військової Організації. Після падіння ЗУНР у квітні 1920 року опинився у концтаборі Тухоля поблизу Гданська. Батькові дивом вдалося визволити сина з полону. Війт їхнього села, поляк Ян Андрушевський, написав довідку про благонадійність українського вояка.
Після повернення з полону, Іван Тиктор насамперед прагнув здобути освіту. До війни він не встиг закінчити гімназії, тому не склав матури. Сподівався скласти іспити екстерном у Третій державній учительській семінарії у Львові та отримати право вчителювати. Усе перекреслила суперечка з викладачем-шовіністом під час екзамену з історії. Залишився останній шанс — курси при товаристві «Просвіта». Іван Микитович обрав комерційну справу і невдовзі він організував у рідному Красному кооператив, кредитну спілку, кравецькі курси та різноманітні гуртки. У той самий час був комендантом таємного українського університету у Львові. 

## Іван Тиктор— видавець
1921 року на запрошення адвоката Степана Шухевича потрапив до виконавчого комітету кооперативного видавництва «Червона Калина». Воно публікувало документи та спогади учасників визвольних змагань. Справа виявилася збитковою і тоді Тиктор викупив видавництво.
Заснував у 1923 році популярний ілюстрований щоденник «Новий час»; з часом добавив ряд часописів: «Наш Прапор», «Народна справа», «Комар», «Дзвіночок» з бібліотекою «Ранок», «Наш лемко». Паралельно з періодиками видавав календарі й монументальні твори: «Велика історія України», «Історія української культури» (1936—1937 у Львові), «Історія українського війська» — та щомісячно белетристичні твори у рамках «Народної бібліотеки», «Лемківську читанку», та інші книжки.
У Красному організував виробництво ячмінної кави. Бренд «Золотий Колос» навіть витіснив із ринків Львова популярну каву «Франка», яку продавали євреї. 
У міжвоєнний період власник найбільшого тодішнього львівського українського видавничого концерну Галичини «Українська Преса», який видавничою діяльністю спричинився до масового поширення преси і книжок на західноукраїнських землях, зокрема в Галичині. Як приватний видавець і звеличник книжки перший увів в українську пресу західний принцип, що преса — це не продукт добродійності, чи харитативна та суто суспільна праця, а сполучення культури з купецтвом, яке мусить самооплачуватися. Йому неодноразово пропонували балотуватися до парламенту Польської Республіки, щоб там відстоювати українську ідею. Відмовлявся. Журналіст Євген Лазор писав, що робив це, бо й так мав дуже великий вплив: «Був владарем сердець і думок». 
Останній номер «Нового Часу» вийшов 12 вересня 1939 року. Того дня Львів вже бомбардувала німецька авіація. Незабаром прийшли радянські «визволителі». Концерн «Українська Преса» націоналізували та на його потужностях почали друкувати газету «Вільна Україна». Тиктор був вимушений виїхати до окупованого німцями Кракова, де 1939 року очолив релігійне видавництво «Нове життя», яке згодом передав отцям-студитам. Коли війська Вермахту зайняли решту України, осів у Рівному. Тут у 1941—1943 роках разом з Уласом Самчуком працював у видавництві «Волинь», де друкувалися часописи «Орленя» та «Український хлібороб», серія «Бібліотека „Антикомуніст“».
У вересні 1943 року разом з іншими співробітниками видавництва Іван Тиктор потрапив за ґрати. Через два місяці вийшов на волю.
На той час Іван Тиктор з родиною мешкав на вулиці Пісковій, 26 у Львові.

## Видавнича діяльність на еміграції
Того ж 1943 року Іван разом із дружиною Марією та донькою Наталею виїхали до Австрії і вже звідти емігрували до Канади. З 1948 — в Канаді у місті Вінніпеґ, де заснував «Клюб приятелів української книжки», і перевидав у 1948–1954 свої найбільші довоєнні видання із доповненнями про новіші часи  та близько 40 книжок красного письменства.

## Заслуги
Заслуги Івана Тиктора великі: створення видань, які своєчасно приносили користь суспільству і стали тривкими надбаннями культури; введення періодичного друкованого слова в українське село; і, поставлення уперше газетного видавництва на купецькій базі, зберігаючи усі свої часописи у національно-громадському патріотичному дусі.

## Вшанування пам'яті
- На його честь названо 63 курінь УПЮ імені Івана Тиктора.
- 1993 року вулицю Орловську у Львові перейменовано на вулиця Івана Тиктора[4][5].
- У смт Красне, Золочівського району Львівської області на честь Івана Тиктора названа вулиця.
- 27 грудня 2016 року у Львові на вшанування 120-ліття з дня народження Івана Тиктора на фасаді будинку, що на розі вулиці Тиктора та проспекту Свободи за ініціативи кафедри медіакомунікацій Української академії друкарства в межах проекту «Іван Тиктор: великий видавець, видатний українець»[6] було встановлено інформаційну таблицю[7].